# Corydalis straminea
Corydalis straminea är en vallmoväxtart som beskrevs av Carl Maximowicz och William Botting Hemsley. Corydalis straminea ingår i släktet nunneörter, och familjen vallmoväxter. Utöver nominatformen finns också underarten C. s. megacalyx.